# Melty tale storage
「Melty tale storage」（メルティー・テイル・ストレージ）は、茅原実里の楽曲。彼女の3枚目のシングルとして2008年3月26日にLantisから発売された。

## 概要
前作「君がくれたあの日」から約9ヶ月ぶりのリリースであり、2008年1作目のシングル。
公式サイトでは、茅原の新たな一歩と位置づけられており、楽曲については「物語」をテーマに描いた"回り続ける壮大な「想い」を表現した歌詞世界"、"「歌声」を通して表現した壮大な「愛の伝説」"と紹介されている。茅原自身は自らのブログで、「私自身は物語の語り手であり主人公」と綴っていた。
「Melty tale storage」曲中で幾度も用いられている何重にも重なったコーラスは、7時間かけて制作された。尚収録されている「Echo of Melty tale storage[red strings ver.]」は、曲の一部にアレンジを加えてコーラスを重視した裏ヴォーカル・バージョンになっている。
表題曲の「Melty tale storage」は、テレビ埼玉系列の情報番組『アニたま』の2008年4月度のエンディングテーマとして使用されている。また、初のテレビ番組のタイアップとなった。
ランティス公式サイト内特集ページでミュージッククリップをワンコーラス視聴できる。また、GyaOにおいてフルコーラスバージョンが期間限定配信された。
タイトルの「Melty tale storage」は、作品の紹介や歌詞の内容、タイトルに使用される単語の意味から、「オルゴール」や「時計」、「地球」など、他の意味を幾重にも重ねたタイトルとなっている。ちなみに「Melty」は、「Melt」を抽象名詞化した造語である。
カップリング曲の初回限定はスリープパッケージ仕様となっている。また、PVが製作されており、2009年2月4日発売の『Message 02』に新規収録されている。

## 収録曲
1. Melty tale storage [5:52]
作詞：畑亜貴、作曲・編曲：菊田大介
架空の物語を想定して製作された楽曲であり、運命的に報われることのない恋の歌という悲しい楽曲で、二度と会う事が出来ない人への辛い思いを断ち切れず苦しみ続ける孤独な1人の女性の魂の叫びが描かれており、茅原は語り手と主人公の2つの顔を持って臨んだレコーディングであったという[2]。
2008年1作目なので新しい自分を見せたいという、今までと違った茅原実里を見せていくテーマになっている。その為昨年の楽曲とは違った雰囲気の曲になったという[2]。
茅原は、2番の途中から入る弦のソロが美しく悲しくて泣けてくるという。また、楽曲の中にある異国の雰囲気というのが新鮮であり、茅原としては新たなアプローチが出来たのではないかと語っている[2]。
今までは早いテンポの楽曲が多かったので、茅原としてはテンポが遅く感じたので聴かせる事が出来る歌にしようという目標があったため、レコーディングには時間がかかったという。コーラスを幾重にも重ねたり、サビの部分は歌がくるくるしていたので撮る部分が凄く多かったので、丁寧に進めていったという[2]。
この楽曲を聴いて、茅原自身不思議に感じており自分でもどこまでも広がっていくような掴みづらい、聴けば聴くほど受ける印象が変化して、最初は女性の苦しさというイメージであったが、心が洗われるような穏やかな気持ちになり、改めて音楽が面白いと感じたと語っている[2]。
2. Sandglass〜記憶の粒子 [5:07]
作詞：こだまさおり、作曲：俊龍、編曲：中西亮輔
「せつなさ」をテーマにした楽曲で、「恋への臆病さを描かいた物語」となっている。[要出典]
3. Echo of Melty tale storage[red strings ver.] [7:50]
作詞：畑亜貴、作曲・編曲：菊田大介
4. Melty tale storage（offvocal）
5. Sandglass〜記憶の粒子（off vocal）

## 収録作品

### CD
| 楽曲                  | 発売日         | タイトル                                                               | 備考                                 |
| --------------------- | -------------- | ---------------------------------------------------------------------- | ------------------------------------ |
| Melty tale storage    | 2008年11月26日 | Parade                                                                 | 2枚目のオリジナルアルバム。          |
| Melty tale storage    | 2011年2月23日  | Unification2 Melody from Minori Chihara〜nostalgia〜                   | Crustaceaの2枚目のカバー・アルバム。 |
| Melty tale storage    | 2011年8月26日  | Minori Chihara Live Tour 2011 〜Key for Defection〜 LIVE CD+PHOTO BOOK | 1枚目のライブ・アルバム。            |
| Melty tale storage    | 2012年12月26日 | Unification3 Melody feat Minori Chihara                                | Crustaceaの3枚目のカバー・アルバム。 |
| Sandglass〜記憶の粒子 | 2013年3月13日  | Minori Chihara B-side Collection                                       | 1枚目のベスト・アルバム。            |

### DVD、Blu-ray Disc
| 発売日                | タイトル                                                         | 備考                             |
| Melty tale storage    | Melty tale storage                                               | Melty tale storage               |
| --------------------- | ---------------------------------------------------------------- | -------------------------------- |
| 2009年2月4日          | Message 02                                                       | 2作目のミュージッククリップDVD。 |
| 2009年6月24日         | Minori Chihara Live Tour 2009 〜Parade〜 LIVE DVD                | 2作目のライブ・ビデオ。          |
| 2009年8月26日         | Minori Chihara Live Tour 2009 〜Parade〜 LIVE Blu-ray            | 2作目のライブ・ビデオ。          |
| 2010年11月10日        | Minori Chihara Live Tour 2010 〜Sing All Love〜 LIVE DVD/Blu-ray | 3作目のライブ・ビデオ。          |
| Sandglass〜記憶の粒子 |                                                                  |                                  |
| 2009年6月24日         | Minori Chihara Live Tour 2009 〜Parade〜 LIVE DVD                | 2作目のライブ・ビデオ。          |
| 2009年8月26日         | Minori Chihara Live Tour 2009 〜Parade〜 LIVE Blu-ray            | 2作目のライブ・ビデオ。          |

## クレジット
| Performed by 茅原実里  | Performed by 茅原実里                   |
| ---------------------- | --------------------------------------- |
| Producer               | 斎藤滋（Lantis）                        |
| Mixing engineer        | 浅野浩伸                                |
| Recording engineer     | 白井康裕                                |
| Recording engineer     | 奥田基樹                                |
| Studio                 | Magic Garden                            |
| Studio                 | ソニー乃木坂スタジオ                    |
| Studio                 | Studio City                             |
| Design producer        | 小島冬樹（Lantis）                      |
| Art direction & design | 田中勤郎（Sony Music Communications）   |
| Assistant design       | 栗田沙耶佳（Sony Music Communications） |
| Photography            | Marceli Reiji Ando                      |
| Styling                | 中村実樹                                |
| Hair & Make-up         | CHICA                                   |
| Executive promoter     | 松村起代子（Lantis）                    |
| Promotion leader       | 鈴木めぐみ（Lantis）                    |
| Promotion              | 岩下由希恵（Lantis）                    |
| Sales promotion        | 杉谷恵美（Lantis）                      |
| Promotion desk         | 由崎彩                                  |
| Promotion desk         | 濱田邦子（Lantis）                      |
| Artist management      | 瀬野大介（avex Planning & Development） |
| Thanks                 | Elements Garden                         |
| Thanks                 | HOT WAVE                                |
| Supervisor             | 本多健二（avex Planning & Development） |
| Executive supervisor   | 伊藤善之                                |
| Executive producer     | 井上俊次（Lantis）                      |
| Executive producer     | 青木義人（avex Planning & Development） |
| Very special thanks    | ALL FANS                                |

### 参加ミュージシャン
| Echo of Melty tale storage[red strings ver.] | Echo of Melty tale storage[red strings ver.] |
| -------------------------------------------- | -------------------------------------------- |
| Guitars                                      | 飯塚昌明                                     |
| Violin                                       | 篠崎正嗣                                     |